# No Protection
No Protection — альбом реміксів на другий альбом Massive Attack Protection від британського даб-продюсера Mad Professor, який був випущений 1995 року.

## Передісторія
DJ Mad Professor зв'язався з Massive Attack після виходу альбому Protection, щоб зробити ремікс на одну з пісень для синглу. Після того, як сингл був реміксований, гурт попросив Mad Professor послухати більше альбому, щоб дослідити можливість подальших реміксів. Після цього проект перетворився на трековий ремікс майже всього альбому. Mad Professor сильно відредагував оригінальний матеріал, щоб сформувати повільний, пульсуючий мікс, в якому підкреслюється біт, широко використовується реверберація, а випадковий вокал (багато треків майже повністю інструментальні) зникає і з'являється в типовій дабовій манері.

## Відгуки
За словами музичного журналіста Роберта Крістгау, No Protection був найбільш гучним альбомом під час відродження дабової музики в середині 1990-х. У своїй рецензії для Вілледж войс він описав музику добре визначеною та фактурною: «Вона також підтримує переконливу гравітацію — відчуття того, що всі ці свистячі, брязкітливі, всмоктуючі, скреготливі, бумкітливі уривки мелодії пов'язані один з одним і з рештою фізичного всесвіту».

## Трек-лист
1. «Radiation Ruling the Nation» («Protection») — 8:35
2. «Bumper Ball Dub» («Karmacoma») — 5:59
3. «Trinity Dub» («Three») — 4:22
4. «Cool Monsoon» («Weather Storm») — 7:10
5. «Eternal Feedback» («Sly») — 6:26
6. «Moving Dub» («Better Things») — 5:57
7. «I Spy» («Spying Glass») — 5:07
8. «Backward Sucking» («Heat Miser») — 6:17